# Malá Úpa (rzeka)
Malá Úpa (niem. Kleine Aupa) – górska rzeka w Czechach, we wschodnich Karkonoszach, lewy dopływ Úpy o długości 10 km.
Źródło znajduje się ok. 700 m na północ od zabudowań wsi Malá Úpa, zwanych Pomezní Boudy, na południowym zboczu Czoła, na wysokości ok. 1180 m n.p.m. Potok płynie prawie cały czas na południe zbierając wody z wielu drobnych dopływów (Soví potok i Dobytčí potok, Černá voda z dopływem Rennerův potok, Jelení potok i inne), spływających z okolicznych gór. Poniżej Pomezních Bud płynie wąską, głęboko wciętą doliną. Ok. 3,5 km poniżej źródeł, pomiędzy wzniesieniami Jelení hora a Kraví hora, Malá Úpa zbliża się do szosy z Pomezních Bud (Przełęcz Okraj) do Trutnova i płynie wzdłuż niej aż do ujścia. Oddziela Kowarski Grzbiet od Lasockiego Grzbietu. Ok. 2,5 km niżej przepływa przez Spálený Mlýn. Dalej płynie doliną pomiędzy Pěnkavčím vrchem a Dlouhým hřebenem. W Temném Dole obok skrzyżowania dróg z Trutnova do Pomezních Bud oraz do Peca pod Sněžkou wpada do Úpy.
Długość – 10 km, powierzchnia dorzecza – 33,3 km².
Dopływy: w górnym biegu do Maléj Úpy uchodzi wiele, często bezimiennych potoków. W środkowym biegu, powyżej Spálonego Mlýna wpada największy, prawy dopływ Jelení potok, płynący głęboką doliną spod Śnieżki. W samym Spáleným Mlýnie wpada lewy, bezimienny dopływ, który przed wojną nosił niemiecką nazwę Plader Bach. W dolnym biegu nie ma żadnych dopływów.